# Clavans-en-Haut-Oisans
Clavans-en-Haut-Oisans est une commune française située dans le département de l'Isère en région Auvergne-Rhône-Alpes. Elle prend ainsi place dans les Alpes françaises. Ses habitants sont appelés les Clavanchons (Clavanchonnes). La zone habitée est divisée en deux villages séparés de deux kilomètres, Clavans-le-Haut en amont et Clavans-le-Bas en aval. Il compte également un petit hameau situé sur le départ des alpages le long de la route de Sarenne, le Perron, qui regroupe quelque maisons utilisées seulement pendant l'été.

## Géographie

### Situation et description
La commune est située dans le haut Oisans, dans la vallée du Ferrand.

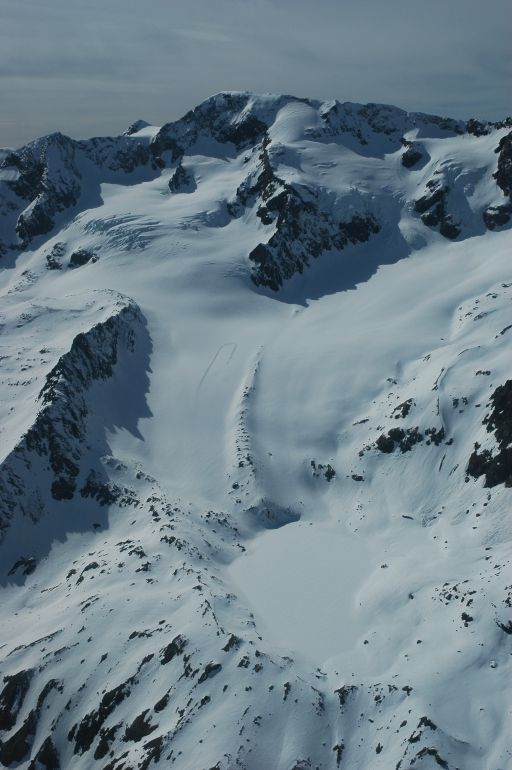
Vue du glacier des Quirlies (moitié droite de la photo), sous le pic Bayle (en haut) ; le lac des Quirlies (en bas) est gelé.

Elle se trouve dans le massif des Grandes Rousses. Ses paysages sont marqués par de hautes montagnes avec rocailles et glaciers, au-dessus de vastes alpages. Le fond de vallée, encore empreint de la trace des activités agricoles, se trouve peu à peu gagné par la forêt.
L'accès se fait depuis la route départementale 1091 puis, au niveau du barrage du Chambon, par une autre route départementale qui passe par Mizoën. En été, la route passant par le col de Sarenne permet une liaison automobile entre Clavans-en-Haut-Oisans et l'Alpe-d'Huez.

### Sites géologiques remarquables
Le « lac glaciaire et les moraines des Quirlies » constituent un site géologique remarquable de 60,64 hectares. En 2014, ce site d'intérêt géomorphologique est classé « trois étoiles » à l'« Inventaire du patrimoine géologique ». Le lac des Quirlies est un jeune lac : il s'est créé lors du recul du glacier des Quirlies.

### Communes limitrophes
Les communes limitrophes reliées a Clavans-En-Haut-Oisans par des routes carrossables sont Besse, Mizoën et Le Freney-d'Oisans.

Compte tenu des hautes montagnes qui séparent la commune de celle de Vaujany, la seule liaison carrossable nécessite de contourner par Le Bourg d'Oisans puis par Allemond. À la suite de la même problématique mais à l'échelle d'un massif montagnard complet, la liaison a Saint-Sorlin-d'Arves implique un contournement très important en passant soit par Grenoble puis Chambéry ou soit Briançon puis Bardonnèche en Italie.

### Climat
Pour des articles plus généraux, voir Climat d'Auvergne-Rhône-Alpes et Climat de l'Isère.
En 2010, le climat de la commune est de type climat de montagne, selon une étude du Centre national de la recherche scientifique s'appuyant sur une série de données couvrant la période 1971-2000. En 2020, Météo-France publie une typologie des climats de la France métropolitaine dans laquelle la commune est exposée à un climat de montagne ou de marges de montagne et est dans une zone de transition entre les régions climatiques « Alpes du nord » et « Alpes du sud ». 
Pour la période 1971-2000, la température annuelle moyenne est de 6,3 °C, avec une amplitude thermique annuelle de 15,6 °C. Le cumul annuel moyen de précipitations est de 1 143 mm, avec 9 jours de précipitations en janvier et 8,3 jours en juillet. Pour la période 1991-2020, la température moyenne annuelle observée sur la station météorologique de Météo-France la plus proche, « Besse », sur la commune de Besse à 1 km à vol d'oiseau, est de 7,7 °C et le cumul annuel moyen de précipitations est de 932,2 mm,. Pour l'avenir, les paramètres climatiques de la commune estimés pour 2050 selon différents scénarios d'émission de gaz à effet de serre sont consultables sur un site dédié publié par Météo-France en novembre 2022.

### Voies de communication
La commune de Clavans-En-Haut-Oisans n'est desservie que par la D25A, seulement D25 jusqu'à sa division en direction de Besse. Cette route apparaît juste en aval du Barrage du Chambon, partant de la D1091(Anciennement N91) qui relie Vizille, et plus largement Grenoble en Isère à Briançon en Hautes Alpes.
On notera  qu'est ouverte exclusivement en été la route du Col de Sarenne, passant par le col du même nom, et qui permet un accès a l'Alpe D'Huez. Cependant c'est une route communautaire déclassifiée qui progresse en partie a flanc de montagne, et n'est donc pas une voie d'accès principal ni a l'Alpe d'Huez ni a Clavans-en-Haut-Oisans.

## Urbanisme

### Typologie
Au 1er janvier 2024, Clavans-en-Haut-Oisans est catégorisée commune rurale à habitat très dispersé, selon la nouvelle grille communale de densité à sept niveaux définie par l'Insee en 2022.
Elle est située hors unité urbaine et hors attraction des villes,.

### Occupation des sols
L'occupation des sols de la commune, telle qu'elle ressort de la base de données européenne d’occupation biophysique des sols Corine Land Cover (CLC), est marquée par l'importance des forêts et milieux semi-naturels (100 % en 2018), une proportion identique à celle de 1990 (100 %). La répartition détaillée en 2018 est la suivante : 
espaces ouverts, sans ou avec peu de végétation (65,5 %), milieux à végétation arbustive et/ou herbacée (27,7 %), forêts (6,8 %). L'évolution de l’occupation des sols de la commune et de ses infrastructures peut être observée sur les différentes représentations cartographiques du territoire : la carte de Cassini (XVIIIe siècle), la carte d'état-major (1820-1866) et les cartes ou photos aériennes de l'IGN pour la période actuelle (1950 à aujourd'hui).

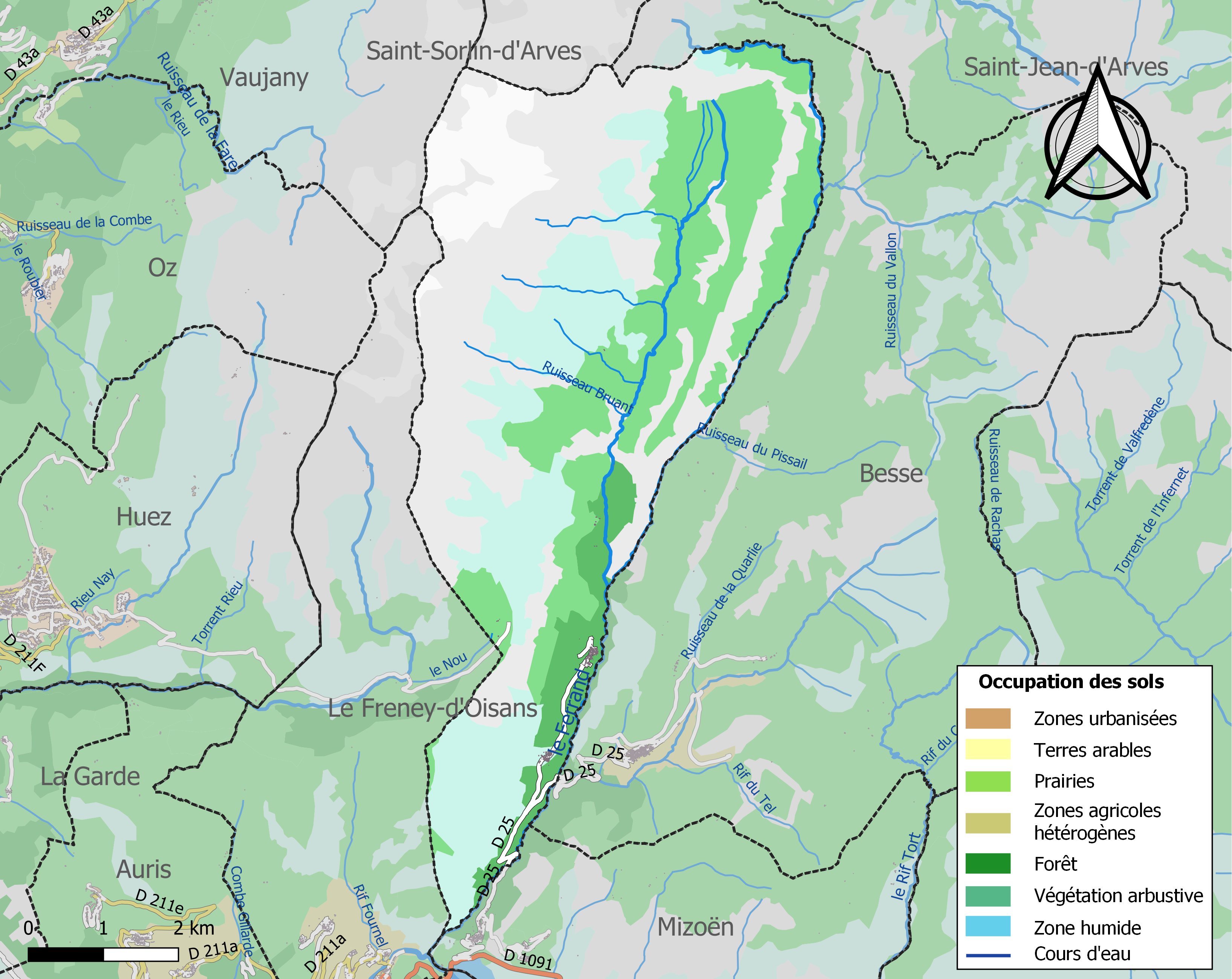
Carte des infrastructures et de l'occupation des sols de la commune en 2018 (CLC).

## Histoire
Le risque avalancheux est présent sur le territoire de la commune et plusieurs avalanches ont marqué son histoire. Une série d'entre elles emporte plusieurs maisons durant l'hiver 1747-1748, ainsi que des bois et des terres arables. Le 20 janvier 1981, une avalanche sinistre le village de Clavans-le-Bas, détruisant plusieurs bâtiments et isolant les habitants du reste de la vallée pendant plusieurs jours. L'une des maisons du hameau des Perrons montre une adaptation à ce risque avec un adossement à un rocher qui lui sert de protection.

## Toponymie
Le terme de Clavans serait lié au terme clef (du latin classique « clavem »), signifiant enclavé. Le terme de clef viendrait du fait qu'historiquement le village gardait le chemin vers le Col de la Valette, qui permettait ensuite un accès à la Savoie.

## Politique et administration

### Administration municipale
À la suite des élections municipales de 2019, le maire en fonction est Marc Crosland-Fege. Le conseil municipal de la commune est constitué de neufs personnes (Huit hommes et une femme), dont un maire, trois adjoints au maire et cinq conseillers municipaux.

### Liste des maires
| Période                                  | Période  | Identité           | Étiquette      | Qualité  |
| ---------------------------------------- | -------- | ------------------ | -------------- | -------- |
| 2001                                     | 2020     | Jean Lavaudant     | DVG            | Retraité |
| juin 2020                                | En cours | Marc Crosland-Fege | Sans Etiquette | Retraité |
| Les données manquantes sont à compléter. |          |                    |                |          |

La commune est regroupée dans un syndicat de développement (le S.I.E.P.A.F.) avec ses voisines Besse et Mizoën.

## Population et société

### Démographie
L'évolution du nombre d'habitants est connue à travers les recensements de la population effectués dans la commune depuis 1793. Pour les communes de moins de 10 000 habitants, une enquête de recensement portant sur toute la population est réalisée tous les cinq ans, les populations de référence des années intermédiaires étant quant à elles estimées par interpolation ou extrapolation. Pour la commune, le premier recensement exhaustif entrant dans le cadre du nouveau dispositif a été réalisé en 2007.

En 2022, la commune comptait 81 habitants, en évolution de −22,86 % par rapport à 2016 (Isère : +3,07 %, France hors Mayotte : +2,11 %).
| 1793 | 1800 | 1806 | 1821 | 1831 | 1836 | 1841 | 1846 | 1851 |
| ---- | ---- | ---- | ---- | ---- | ---- | ---- | ---- | ---- |
| 368  | 354  | 403  | 331  | 395  | 392  | 368  | 412  | 427  |

| 1856 | 1861 | 1866 | 1872 | 1876 | 1881 | 1886 | 1891 | 1896 |
| ---- | ---- | ---- | ---- | ---- | ---- | ---- | ---- | ---- |
| 400  | 371  | 366  | 365  | 365  | 355  | 323  | 314  | 307  |

| 1901 | 1906 | 1911 | 1921 | 1926 | 1931 | 1936 | 1946 | 1954 |
| ---- | ---- | ---- | ---- | ---- | ---- | ---- | ---- | ---- |
| 326  | 325  | 302  | 258  | 228  | 207  | 193  | 173  | 133  |

| 1962 | 1968 | 1975 | 1982 | 1990 | 1999 | 2006 | 2007 | 2012 |
| ---- | ---- | ---- | ---- | ---- | ---- | ---- | ---- | ---- |
| 105  | 80   | 68   | 66   | 88   | 83   | 109  | 113  | 110  |

| 2017 | 2022 | - | - | - | - | - | - | - |
| ---- | ---- | - | - | - | - | - | - | - |
| 101  | 81   | - | - | - | - | - | - | - |

### Enseignement
La commune est rattachée à l'académie de Grenoble.
Clavans-en-Haut-Oisans ne compte aucun établissement scolaire sur son territoire, ainsi l'école maternelle la plus proche se trouve à Mizoën, tandis que l'école primaire est au Freney d'Oisans. Le collège de secteur est ensuite le Collège des six Vallées à Bourg d'Oisans, et le lycée de secteur est le Lycée Portes de l'Oisans à Vizille.

### Cultes
De la même manière que les autres communes de l'Oisans, Clavans-en-Haut-Oisans possède une communauté catholique, avec notamment la présence d'une église dans le village de Clavans-le-Bas. Cette communauté dépend de la paroisse Saint Bernard en Oisans dont le presbytère est situé au Bourg-d'Oisans. Cette paroisse est ensuite rattachée au Diocèse de Grenoble-Vienne.

## Culture locale et patrimoine

### Lieux et monuments
Les maisons anciennes, bâties principalement en pierre, s'intègrent au terrain en pente. Elles comportent des espaces dédiés au logement des bêtes en hiver et au stockage du foin, la partie dédiée à l'habitation humaine étant réduite à l'essentiel.
- Chapelle Notre-Dame-de-l'Assomption de Clavans-le-Haut
- Le Pont Ferrand, au pieds des cascades du Ferrand qui permet de passer au-dessus du torrent et d'accéder au sentier en direction des Quirlies ou encore du Col de la Valette.
- Le Cimetière des Huguenots, emplacement supposé d'un ancien cimetière protestant le long du chemin qui faisait office de liaison entre les deux villages avant la route actuelle.

### Activité pastorale
Comme en témoigne l'organisation des maisons et des granges, le village a longtemps concentré une activité pastorale, les grandes prairies d'altitude étant idéales pour y laisser les brebis durant la saison estivale. Cependant aujourd'hui très peu d'habitants possèdent encore des bêtes, mais la commune accueil (pour des acteurs extérieurs au village) dans les alpages d'altitudes de grands troupeaux de brebis durant la saison estivale, ainsi que des troupeaux de vaches dans les prairies et les zones forestières qui tapissent la partie basse de la vallée.

### Patrimoine naturel
Le cadre naturel de la commune est marqué par ses paysages, mais aussi sa faune et sa flore. Ainsi, des perdrix bartavelles et des lagopèdes fréquentent certaines de ses prairies d'altitude, elle accueille une aire de nidification d'aigles royaux et également des vautours, charognards « nettoyeurs » des alpages en été. La commune regroupe la faune classique d'un milieu forestier de montagne dans la partie basse de la vallée, avec des chevreuils, lièvres ou encore blaireaux par exemple. Mais elle compte aussi une faune de haute montagne dès la disparition des arbres pour faire place aux grandes prairies montagnardes, où l'on peut retrouver les animaux typiques du milieu tel que chamois, bouquetins et marmottes. Depuis plusieurs années, on remarque également le retour de la présence du loup dans la montagne, avec plusieurs attaques sur des troupeaux dans les alpages, et quelque très rares observations visuelles.
Plusieurs sites naturels sont réputés : le col de Sarenne, qui permet une vue panoramique et comporte une table d'interprétation des paysages, la cascade du Ferrand, le lac et le glacier des Quirlies, etc.
Clavans-en-Haut-Oisans est également membre du Parc national des Écrins. Étant intégrée dans l'aire optimale d'adhésion de celui ci sans faire partie de son cœur, la zone de la commune est considérée comme Aire protégée de Catégorie V selon l'UICN. Les communes de Vaujany, du Freney d'Oisans et de Saint-Sorlin-d'Arves ne faisant pas partie du Parc, Clavans-en-Haut-Oisans constitue une limite géographique de celui ci.